# Горно-Сахране
Горно-Сахране (болг. Горно Сахране) — село в Болгарии. Находится в Старозагорской области, входит в общину Павел-Баня. Население составляет 1 493 человека.

## Политическая ситуация
В местном кметстве Горно-Сахране, в состав которого входит Горно-Сахране, должность кмета (старосты) исполняет Руси Тенев Шиков (Болгарская социалистическая партия (БСП)) по результатам выборов.
Кмет (мэр) общины Павел-Баня — Станимир Христов Радевски (инициативный комитет) по результатам выборов.